# Алгоритм Тонелли — Шенкса
Алгори́тм Тоне́лли — Ше́нкса (названный Шенксом алгоритмом RESSOL) относится к модулярной арифметике и используется для решения сравнения
{\displaystyle x^{2}\equiv n{\pmod {p}},}
где {\displaystyle n} — квадратичный вычет по модулю {\displaystyle p}, а {\displaystyle p} — нечётное простое число.
Алгоритм Тонелли — Шенкса не может быть использован для составных модулей; поиск квадратных корней по составному модулю вычислительно эквивалентен факторизации.
Эквивалентная, но немного более сложная версия этого алгоритма была разработана Альберто Тонелли в 1891 году. Версия алгоритма, обсуждаемая здесь, была разработана независимо Дэниелом Шенксом в 1973 году.

## Алгоритм
Входные данные: {\displaystyle p} — нечётное простое число, {\displaystyle n} — целое число, являющееся квадратичным вычетом по модулю {\displaystyle p}, другими словами, {\displaystyle \left({\frac {n}{p}}\right)=1}, где {\displaystyle \left({\frac {a}{b}}\right)} — символ Лежандра.
Результат работы алгоритма: вычет {\displaystyle R}, удовлетворяющий сравнению {\displaystyle R^{2}\equiv n{\pmod {p}}}.
1. Выделим степени двойки из {\displaystyle p-1}, то есть пусть {\displaystyle p-1=2^{S}Q}, где {\displaystyle Q} нечётно, {\displaystyle S\geqslant 1}. Заметим, что если {\displaystyle S=1}, то есть {\displaystyle p\equiv 3{\pmod {4}}}, тогда решение определяется формулой {\displaystyle R\equiv \pm n^{\frac {p+1}{4}}}. Далее полагаем {\displaystyle S\geqslant 2}.
2. Выберем произвольный квадратичный невычет {\displaystyle z}, то есть символ Лежандра {\displaystyle \left({\frac {z}{p}}\right)=-1}, положим {\displaystyle c\equiv z^{Q}{\pmod {p}}}.
3. Пусть также {\displaystyle R\equiv n^{\frac {Q+1}{2}}{\pmod {p}},} {\displaystyle t\equiv n^{Q}{\pmod {p}},} {\displaystyle M=S.}
4. Выполняем цикл:
  1. Если {\displaystyle t\equiv 1{\pmod {p}}}, то алгоритм возвращает {\displaystyle R}.
  2. В противном случае в цикле находим наименьшее {\displaystyle i}, {\displaystyle 0<i<M}, такое, что {\displaystyle t^{2^{i}}\equiv 1{\pmod {p}}} с помощью итерирования возведения в квадрат.
  3. Пусть {\displaystyle b\equiv c^{2^{M-i-1}}{\pmod {p}}}, и положим {\displaystyle R:\equiv Rb{\pmod {p}},} {\displaystyle t:\equiv tb^{2}{\pmod {p}},} {\displaystyle c:\equiv b^{2}{\pmod {p}},} {\displaystyle M:=i}, возвращаемся к началу цикла.

После нахождения решения сравнения {\displaystyle R} второе решение сравнения находится как {\displaystyle p-R}.

## Пример
Решим сравнение {\displaystyle x^{2}\equiv 10{\pmod {13}}}. {\displaystyle p=13} — нечётно, и поскольку {\displaystyle 10^{\frac {13-1}{2}}=10^{6}\equiv 1{\pmod {13}}}, 10 является квадратичным вычетом по критерию Эйлера.
- Шаг 1: {\displaystyle p-1=12=3\cdot 2^{2}} поэтому {\displaystyle Q=3}, {\displaystyle S=2}.
- Шаг 2: Возьмем {\displaystyle z=2} — квадратичный невычет (потому что {\displaystyle 2^{\frac {13-1}{2}}=-1{\pmod {13}}} (снова по критерию Эйлера)). Положим {\displaystyle c=2^{3}\equiv 8{\pmod {13}}.}
- Шаг 3: {\displaystyle R=10^{2}\equiv -4,\;t\equiv 10^{3}\equiv -1{\pmod {13}},M=2.}
- Шаг 4: Начинаем цикл: {\displaystyle t\not \equiv 1{\pmod {13}}}, так что {\displaystyle 0<i<2}, проще говоря {\displaystyle i=1}.
  - Пусть {\displaystyle b\equiv 8^{2^{2-1-1}}\equiv 8{\pmod {13}}}, тогда {\displaystyle b^{2}\equiv 8^{2}\equiv -1{\pmod {13}}}.
  - Положим {\displaystyle R=-4\cdot 8\equiv 7{\pmod {13}}}, {\displaystyle t\equiv -1\cdot -1\equiv 1{\pmod {13}}}, и {\displaystyle M=1}.
  - Перезапустим цикл, поскольку {\displaystyle t\equiv 1{\pmod {13}}} цикл завершен, мы получим {\displaystyle R\equiv 7{\pmod {13}}.}

Поскольку {\displaystyle 7^{2}=49\equiv 10{\pmod {13}}}, очевидно {\displaystyle (\pm 7)^{2}\equiv 6^{2}\equiv 10{\pmod {13}}}, отсюда получаем 2 решения сравнения.

## Доказательство
Пусть {\displaystyle p-1=2^{S}Q}. Пусть теперь {\displaystyle r\equiv n^{\frac {Q+1}{2}}{\pmod {p}}} и {\displaystyle t\equiv n^{Q}{\pmod {p}}}, заметим, что {\displaystyle r^{2}\equiv nt{\pmod {p}}}. Последнее сравнение остается истинным после каждой итериации основного цикла алгоритма. Если в какой-то момент {\displaystyle t\equiv 1{\pmod {p}}}, то {\displaystyle r^{2}\equiv n{\pmod {p}}} и алгоритм завершается с {\displaystyle R\equiv \pm r{\pmod {p}}}.
Если {\displaystyle t\not \equiv 1{\pmod {p}}}, то рассмотрим квадратичный невычет {\displaystyle z} по модулю {\displaystyle p}. Пусть {\displaystyle c\equiv z^{Q}{\pmod {p}}}, тогда
{\displaystyle c^{2^{S}}\equiv (z^{Q})^{2^{S}}\equiv z^{p-1}\equiv 1{\pmod {p}}} и {\displaystyle c^{2^{S-1}}\equiv z^{\frac {p-1}{2}}\equiv \left({\frac {z}{p}}\right)\equiv -1{\pmod {p}}}, которое показывает, что порядок {\displaystyle c} равен {\displaystyle 2^{S}}.
Сходным образом мы получим, что {\displaystyle t^{2^{S}}\equiv 1{\pmod {p}}}, поэтому порядок {\displaystyle t} делит {\displaystyle 2^{S}}, значит порядок {\displaystyle t} равен {\displaystyle 2^{S'}}. Так как {\displaystyle n} — квадрат по модулю {\displaystyle p}, то {\displaystyle t\equiv n^{Q}{\pmod {p}}} тоже квадрат, и значит, {\displaystyle S'<S}.
Положим, что {\displaystyle b\equiv c^{2^{S-S'-1}}{\pmod {p}}} и {\displaystyle r'\equiv br{\pmod {p}}}, {\displaystyle c'\equiv b^{2}{\pmod {p}}} и {\displaystyle t'\equiv c't{\pmod {p}}}. Как и раньше, {\displaystyle r'^{2}\equiv nt'{\pmod {p}}} сохраняется; однако в этой конструкции как {\displaystyle t}, так и {\displaystyle c'} имеют порядок {\displaystyle 2^{S'}}. Отсюда следует, что {\displaystyle t'} имеет порядок {\displaystyle 2^{S''}}, где {\displaystyle S''<S'}.
Если {\displaystyle S''=0}, то {\displaystyle t'\equiv 1{\pmod {p}}}, и алгоритм останавливается, возвращая {\displaystyle R\equiv \pm r'{\pmod {p}}}. Иначе мы перезапускаем цикл с аналогичными определениями {\displaystyle b',r'',c'',t''}, пока не получим {\displaystyle S^{(j)'}}, который равен 0. Поскольку последовательность натуральных {\displaystyle S^{(j)'}} строго убывает, то алгоритм завершается.

## Скорость алгоритма
Алгоритм Тонелли — Шенкса выполняет в среднем (по всевозможным входам (квадратичным вычетам и невычетам))
{\displaystyle 2m+2k+{\frac {S(S-1)}{4}}+{\frac {1}{2^{S-1}}}-9=O(S^{2})=O(\ln ^{2}p)}
умножений по модулю, где {\displaystyle m=\lceil \log _{2}p\rceil =O(\ln p)} — число цифр в двоичном представлении {\displaystyle p}, и {\displaystyle k} — число единиц в двоичном представлении {\displaystyle p}. Если требуемый квадратичный невычет {\displaystyle z} будет вычисляться проверкой случайно выбранного {\displaystyle y} на то, является ли оно квадратичным невычетом, то в среднем это требует вычисления двух символов Лежандра. Два как среднее число вычисляемых символов Лежандра объясняется следующим: вероятность того, что {\displaystyle y} является квадратичным вычетом, равна {\displaystyle {\frac {\frac {p+1}{2}}{p}}={\frac {1}{2}}+{\frac {1}{2p}}>{\frac {1}{2}}} — вероятность больше половины, поэтому в среднем понадобится около двух проверок, является ли {\displaystyle y} квадратичным вычетом.
Это показывает, что практически алгоритм Тонелли — Шенкса будет работать очень хорошо, если модуль {\displaystyle p} случаен, то есть когда {\displaystyle S} не особенно велико относительно количества цифр в двоичном представлении {\displaystyle p}. Алгоритм Чиполлы работает лучше, чем алгоритм Тонелли — Шенкса, если и только если {\displaystyle S(S-1)>8m+20}.
Однако если вместо этого использовать алгоритм Сазерленда для выполнения дискретного логарифмирования в 2-Силовской подгруппе в {\displaystyle \mathbb {F} _{p}}, это позволяет заменить {\displaystyle S(S-1)} в выражении числа умножений на величину, асимптотически ограниченную {\displaystyle O\left({\frac {S\ln S}{\ln \ln S}}\right)}. Действительно, достаточно найти одно {\displaystyle e} такое, что {\displaystyle c^{e}\equiv n^{Q}} и тогда {\displaystyle R\equiv c^{-e/2}n^{(Q+1)/2}} удовлетворяет {\displaystyle R^{2}\equiv n} (заметим, что {\displaystyle e} кратно 2, поскольку {\displaystyle n} — квадратичный вычет).
Алгоритм требует нахождения квадратичного невычета {\displaystyle z}. На текущий момент неизвестен детерминированный алгоритм, который бы за полиномиальное время от длины {\displaystyle p} нашёл бы такое {\displaystyle z}. Однако, если обобщённая гипотеза Римана верна, то существует квадратичный невычет {\displaystyle z<2\ln ^{2}{p}},, который легко найти, проверяя {\displaystyle z} в указанных пределах за полиномиальное время. Это, конечно, оценка в худшем случае, поскольку, как показано было выше, достаточно проверить в среднем 2 случайных {\displaystyle z} для нахождения квадратичного невычета.

## Применение
Алгоритм Тонелли — Шенкса может быть использован для нахождения точек на эллиптической кривой над полем вычетов. Он также может быть использован для вычислений в криптосистеме Рабина.

## Обобщение
Алгоритм Тонелли — Шенкса может быть обобщён на любую циклическую группу (вместо {\displaystyle \mathbb {F} _{p}^{\times }}) и на нахождение корней {\displaystyle k}-й степени для произвольного натурального {\displaystyle k}, в частности, на вычисление корней {\displaystyle k}-й степени в конечном поле.
Если надо вычислить много квадратных корней в одной и той же циклической группе и {\displaystyle S} не очень велико, для улучшения и упрощения алгоритма и увеличения его скорости может быть приготовлена таблица квадратных корней квадратов элементов следующим образом:
1. Выделим степени двойки в {\displaystyle p-1}: пусть {\displaystyle Q,S} такие, что {\displaystyle p-1=2^{S}Q}, {\displaystyle Q} нечётно.
2. Пусть {\displaystyle R\equiv n^{\frac {Q+1}{2}}{\pmod {p}},t\equiv n^{Q}\equiv R^{2}/n{\pmod {p}}}.
3. Найдём корень {\displaystyle b} по таблице соотношений {\displaystyle b^{2}\equiv t} и положим {\displaystyle R\equiv R/b}
4. Вернуть {\displaystyle R}.